# Medina Alzahira
A Medina Alzahira (em árabe: ﺍﻟﻤﺪﻳﻨـة ﺍﻟﺰﺍﻫﺮة; romaniz.: Madīnat al-Zāhira; "a cidade resplandecente") foi a cidade-palácio construída por Almançor, hájibe do Califado de Córdova, perto de Córdova, a leste desta, à beira do rio Guadalquivir, no terceiro quartel do século X. Foi construída não só para ser a residência da família daquele que era o homem mais poderoso do califado, que na prática governava, relegando o califa Hixame II para um papel meramente simbólico, mas também como um símbolo e sede de poder, com a pretensão de suplantar a Medina Azara, a cidade-palácio dos califas, situada 5 km a oeste da capital.
A cidade-palácio foi construída como uma fortaleza inexpugnável, para ser mais facilmente defendida na eventualidade de revoltas ou ataques do califa ou de forças daqueles que viam com maus olhos o poder praticamente absoluto de Almançor.[carece de fontes?] A data de início da construção varia conforme as fontes, entre 978 e 981, mas as obras só terminaram completamente em 989, quando a Medina Alzahira já se tinha tornado o segundo centro administrativo do califado, função que manteve até fevereiro de 1009, quando foi completamente destruída.
Não se conhecem quaisquer ruínas da cidade nem onde se sabe onde se situava exatamente, apesar de haver algumas hipóteses plausíveis para a sua localização. À exceção de escassas peças arqueológicas com relação com a cidade, o que se sabe dela provém de fontes escritas, nomeadamente do “al-Bayān al-Mughrib”, uma história do Magrebe e do al-Andalus escrita pelo historiador marroquino ibne Idari em 1312, e de alguns elementos disseminados de obras de outros autores, como o sevilhano al-Fath ibn Khaqan (c. 1087–1134 ou 1160) e os cordoveses al-Ramadi (917–1012 ou 1013) e ibne Hazme (994–1064).[carece de fontes?] Ibne Saíde Almagribi (1213–1286) escreveu uma obra dedicada a Medina Alzahira  — “O livro das esplêndidas maravilhas sobre a beleza da capital al-Zāhira”; (em árabe: Kitāb al-badāʿiʿ al-bāhira fī ḥulà ḥaḍrāt al-Zāhira) — a qual se perdeu.

## História
Segundo a tradição, a construção da Medina Alzahira teria sido iniciada pouco depois de Almançor começar a governar em nome do califa Hixame II, então com onze anos de idade, em 978. O hájibe queria mostrar com o enorme e esplendoroso palácio a sua grandeza, garantir a sua segurança e rivalizar com o califa. O nome e a situação, a leste de Córdova, mostram a intenção de se apresentar como uma contrapartida à  palácio do califa, a Medina Azara, situada a oeste da capital. Ainda segundo a tradição, as obras de construção progrediram rapidamente e em 981 Almançor instalou-se no seu novo palácio, no mesmo ano em que derrotou o seu sogro, o general Galibe ibne Abderramão, anteriormente seu protetor e aliado e nessa altura o único rival sério que lhe barrava o poder absoluto. Galibe tinha entrado em guerra aberta com o genro para conter a deriva autoritária deste e tinha a ajuda dos castelhanos e navarros.
As datas de construção e de início de uso tradicionalmente apontadas em geral correspondem aos que se encontram nas obras do cronista e poeta andalusino do século XII al-Fath ibn Khaqan, retomados por autores medievais posteriores, mas são questionadas por estudos recentes, segundo os quais o palácio foi construído reconvertendo edifícios já existentes só em 981, após a morte do general Galibe, ou pouco antes, pois antes disso Almançor não poderia estar seguro do seu poder ao ponto de levar a cabo uma iniciativa pública tão clamorosa como fundar uma cidade exclusivamente sua. Segundo os mesmos estudos, apesar da sua magnificência, o palácio não era de dimensões muito grandes.
A localização do palácio teria sido escolhido devido a haver uma lenda segundo a qual a cidade que fosse construída no local seria o centro de todo o poder e faria cair a dinastia omíada. Segundo Laura Bariani, só o palácio propriamente dito era fortificado e a maior parte dos edifícios administrativos situavam-se deliberadamente fora das muralhas. No interior destas encontravam-se a parte residencial de Almançor, da sua família, os seus serviçais, e as suas tropas. A mesma historiadora fala duma pequena cidade-fortaleza, com torres de defesa e de atalaia, na qual só era possível entrar pelo lado da muralha oposta a Córdova, para reforçar a imagem de inexpugnabilidade. À semelhança das construções defensivas da sua época, a cidade provavelmente tinha apenas essa porta virada a leste, o chamado Portão da Vitória, na qual Almançor teria pendurado a cabeça do general Galibe. Perto da porta situava-se a mesquita que Almançor tentou que fosse declarada a principal de Córdova em 981.
O palácio foi também concebido para impressionar os dignitários estrangeiros que ali eram recebidos em vez de serem recebidos na Medina Azara, o palácio do califa. As crónicas posteriores descrevem o palácio como sendo mais refinado e opulento do que a Medina Azara, «feito de colunas transparentes como a água e esguias como pescoços de donzelas, assentos de mármore branco e brilhante como cânfora perfumada e tanques com fontes em a forma de leão.».

### Residentes
Almançor levou para residir no palácio, além das suas esposas e filhos, os seus parentes próximos, com todos os seus serviçais. Além destes, viviam na cidade numerosos operários, artesãos e artistas, que continuavam a trabalhar nas obras que prosseguiam. Devido ao hájibe querer   fazer da cidade o centro do seu poder, muitos funcionários civis e religiosos mudaram a sua residência para as imediações da fortaleza, aproveitando os privilégios imobiliários oferecidos pr Almançor. Na cidade havia várias caserna onde residiam numerosos soldados. A riqueza dos residentes atraiu rapidamente comerciantes e foram criados bazares nas imediações do palácio, frequentados por dezenas de poetas.

### Destruição
Na prática, Almançor fundou uma dinastia de emires, conhecida como dinastia amírida (do nome de família de Almançor, cujo nome completo era Abu ʿAmir Muhammad ben Abi ʿAmir al-Maʿafirí), já que dois dos seus filhos sucederam ao pai como hájibes e detentores do poder de facto quase absoluto no califado. O clã dos omíadas entendia que para retomar o poder o bastião simbólico dos amíridas tinha que ser atacado. Quando a 15 de fevereiro de 1009 estalou a rebelião liderada por Maomé ibne Hixame para destronar o califa Hixame II e afastar Abderramão Sanchuelo, o filho de Almançor que era então hájibe, a Medina Alzahira foi atacada e completamente destruída.
Uma crónica posterior relata que o líder rebelde que se proclamou califa com o nome de Maomé II Almadi, ordenou mandou «destruir a cidade, derrubar as suas muralhas, arrancar as suas portas, desmantelar os seus palácios e de fazer desaparecer os seus vestígios». A cidade foi invadida pela populaça cordovesa e todos os bens móveis foram pilhados, enquanto que os edifícios, monumentos, fontes e muralhas foram ferozmente despedaçados. Nada restou para recordar a efémera dinastia amírida, sendo tudo arrasado e abandonado, naquilo que marcou o início da longa guerra civil que acabou com a dissolução do califado. Os cronistas árabes falam duma pilhagem que durou três dias na qual foi recuperado um tesouro impressionante de 1 500 000 moedas de ouro e 2 100 000 de prata, antes do novo soberano ordenar a destruição completa e o incêndio das ruínas, em 19 de fevereiro. No entanto, Ibne Haiane indica que em 1023 um dos seus subordinados ocupou al Zahira, o que faz pensar que a cidade não desapareceu tão rapidamente como indicado nas crónicas e em vez disso foi-se arruinando lentamente durante a guerra civil, à semelhança do que aconteceu com a Medina Azara.
Além da cidadela propriamente dita, a Medina Alzahira tinha uma muralha, uma mesquita e, como aconteceu com a Medina Azara, por ser um local de poder junto a ela surgiram bairros importantes que uniam Córdova a cada uma das cidades palacianas. Os bairros a oeste da capital (na direção da Medina Azara), desapareceram entre os séculos XI e XII devido a um acentuado despovoamento, provavelmente devido à destruição e devastação da conquista da cidade pelos almóadas em 1162, durante a qual foi destruído o que restava da Medina Azara. Os bairros a oeste da Medina Alzahira (leste de Córdova) sobreviveram até mais tarde. A mesquita da Medina Alzahira é mencionada como estando em bom estado durante o domínio almóada. O erudito valenciano ibne Alabar (1199–1260) relata que um sufi chamado Abu al-Qasim, morto em 1182, pregou regularmente nessa mesquita, situada numa zona habitada da cidade.

## Localização exata
Pelo menos desde 1772 que se tenta encontrar o local da cidade. Nesse ano, o médico e literato Bartolomé Sánchez de Feria y Morales situou a mesquita de Almançor na atual Capela de São Bartolomeu. Os escritos desse médico serviram de base a várias investigações posteriores, nomeadamente do historiador cordovês Luis María Ramírez de las Casas-Deza (1802–1874) que também situou a mesquita e o palácio na mesma zona, e Pedro de Madrazo (1816–1898), que fez algumas escavações em busca de vestígios do palácio. As investigações desses três estudiosos fizeram que até 1930 se acreditasse que aquela era a localização do palácio, mas os trabalhos realizados em 1930 pelo arqueólogo Samuel de los Santos Gener para a classificação da capela como monumento histórico artístico concluíram que esta tinha sido construída no último terço do século XIII, o que invalidou a hipótese da Medina Alzahira ali se ter situado.
Ao longo dos anos foram propostos pelo menos 21 localizações para a cidade-palácio, Muitas das hipóteses de localização resultaram de estudos aprofundados e muitas da mais antigas delas envolveram escavações. Uma dessas escavações foi a dirigida por Ricardo Velázquez Bosco, que em 1910 pôs a descoberto Munyat al-Rummaniya [fr], uma casa palaciana rural e herdade contemporânea de Almançor, atualmente integrada no campo arqueológico da Medina Azara, que até 1984 foi considerada o local mais provável de Alzahira. Outra escavação importante foi realizada em 1963 por Manuel Nieto Cumplido. As buscas na década de 2010 incidiram sobretudo em duas áreas: um meandro do Guadalquivir a leste da parte oriental de Córdova e outra zona ainda mais a leste, num antigo meandro do Guadalquivir.
Sabe-se que a cidade foi construída a leste de Córdova, a montante do rio Guadalquivir, de maneira a que houvesse apenas uma porta das muralhas a leste, para obrigar a que eventuais revoltosos cordoveses tivesse que contornar metade das muralhas para entrarem na cidade-palácio. Também se sabe que a porta de Córdova mais próxima era a de Las Trabas (Bab al Sikal) e que Zahira se situava no cimo duma elevação estreita e escarpada que dominava as áreas em redor. Um dos argumentos a favor do desejo de Almançor de ter a mesquita de Alzahira classificada como mesquita congregacional (principal numa determinada área), era que a Grande Mesquita de Córdova era relativamente distante. A distância  foi avaliada em uma parasanga, isto é, pouco menos de 6 km. Os escritos mais antigos — de carácter poético ou político — indicam quer era preciso percorrer caminhos e atravessar várias pontes para chegar à cidade-palácio, o que significa que ela se situava a sul-sudeste de Córdova, onde correm vários afluentes do Guadalquivir, mas o uso destes elementos é complicado pelo facto do leito do rio ter mudado ao longo do último milénio nessa zona particularmente pantanosa.
Desde os anos 1970 que não houve qualquer campanha de investigação oficial, apesar das várias hipóteses existentes para a localização, nomeadamente na áreas de coordenadas 37° 52' 33.9" N 4° 44' 25.3" O e 37° 52' 42.9" N 4° 44' 40.9" O, em ambos os lados do Guadalquivir, em terrenos com cerca de 300 m². Nesses terrenos havia muitos caminhos na época do califado, em número surpreendente para simples campos, e neles foram descobertos artefactos do califado de grande qualidade, os quais são conservados no Museu Arqueológico e Etnológico de Córdova. Outra área proposta é a zona do parque industrial de Las Quemadas, onde há muito entulho com materiais de grande qualidade da época do califado, mas que alguns atribuem a fortificações visigóticas. Este local foi coberto de betão durante a construção dum edifício em 1974.
A única peça material que pode ser atribuída de forma segura à Medina Alzahira é uma pia de ablução em mármore, encontrada em Sevilha e exposta no Museu Arqueológico Nacional, em Madrid, na qual está inscrito um texto indicando que foi feita para o palácio de al-Zahira de Almançor, e que data de 987 ou 988. No Museu Dar Si Said de Marraquexe, Marrocos, é conservada outra pia de abluções em mármore branco que também se supõe que pode estar associada ao palácio desaparecido, pois as poucas inscrições que ainda se conservam mencionam o terceiro século da Hégira (913  1009) e o nome do patrocinador, Abedal Maleque, hájibe (hájibe) de Hixame II, filho de Almançor, no poder entre 991 e 1008: «[…] ano trezentos [da Hégira], em nome de Alá! Bênção de Alá. Vitória e socorro divino o hájibe [… qualificativos …] Abu Maruane Abedal Maleque ibne Abi Amir […] isto faz parte do que mandou fazer […]».
Não obstante a enorme importância de al-Zahira na história do al-Andalus, que ao romper a ordem estabelecida provocou uma guerra civil que provocou a queda do califado ibérico, segundo a historiadora Laura Bariani, os dados conhecidos não têm a consistência  necessária para que a cidade-palácio transcenda a sua dimensão vaga e abstrata e ser torne mais tangível.